# Casque (héraldique)
Pour les articles homonymes, voir Casque (homonymie).
En héraldique, le casque est un élément faisant partie du timbre des armoiries et, en tant que charge, il fait également partie de l'écu.

## Fonction et présentation

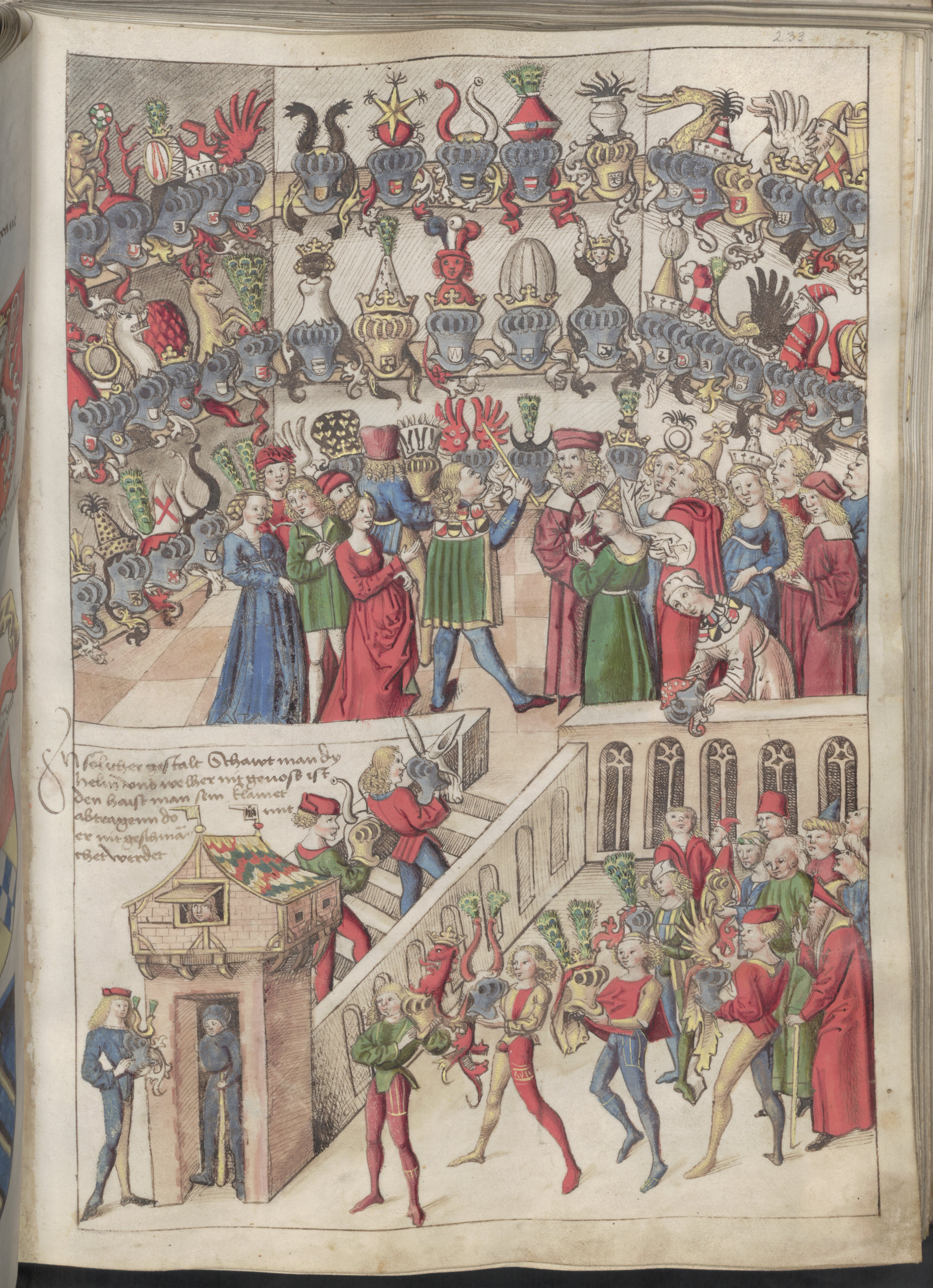
Exposition d'armoiries : Les hérauts montrent les cimiers blasonnés de la Grünenberg. 1483

Connu depuis le début du XIIIe siècle, il devient l'un des éléments les plus importants dans le domaine des armoiries et est considéré comme aussi important que l'écusson lui-même. Dans les sceaux antérieurs à cette époque, le casque et l'écu étaient considérés comme des choses séparées. Ce n'est qu'à l'occasion des tournois que le casque est revalorisé pour déterminer la chevalerie. Avec le déclin de la chevalerie, dans l'héraldique proprement dite, le casque fait de plus en plus son entrée dans l'héraldique. Plus tard, et alors par octroi du souverain, les femmes et les communes ont également la possibilité de faire figurer le heaume sur leurs armoiries.
Le casque repose sur le bord supérieur de l'écu et est tourné vers l'observateur ou regarde vers l'avant (héraldiquement à droite, donc à gauche de l'image - le cas normal à l'origine, plus tard seulement des exceptions).
Le lambrequin est posée sur le casque. Selon le goût de l'époque, il peut être représenté de manière plus stricte ou volumineux et flottant. La partie supérieure est généralement colorée, la partie inférieure est métallique (or ou argent). Le couvre-casque donne l'impression d'un tissu découpé en bandes qui pendent de manière ornementale.
Ensuite, le tortil (de) ou la couronne du casque (de) (dans ce qu'on appellera plus tard "l'héraldique de papier"  la couronne de rang (de) correspondant au titre noble de la famille concernée) est posé sur ce dernier et les autres éléments de la parure du casque suivent. On connaît toutefois aussi des réalisations économes. Viennent ensuite les autres éléments des armoiries supérieures.
Les heaumes héraldiques sont représentés en couleur acier pâle. Ils sont par exemple représentés en argent avec l'intérieur doublé de rouge. Seuls les nobles de familles importantes ont le droit de faire dorer leur casque et de le porter ouvert, c'est-à-dire de laisser les fermoirs détachées du casque.
Le casque repose généralement sur le bouclier, car il est courant au Moyen Âge d'incliner le bouclier et de placer le casque sur le coin supérieur gauche du bouclier, ce qui est probablement aussi courant dans les tournois à des fins de présentation. Il est également courant de placer le casque à côté du bouclier.
À l'origine, le casque est utilisé sous une forme purement standardisée. Dans l'héraldique moderne, le choix du bon casque revêt une importance particulière : tous les casques ne sont pas héraldiquement corrects. Parmi les casques héraldiques, on compte ceux qui sont ornés d'un cimier et qui sont portés par les chevaliers lors de tournois. Le casque à baquet et le  heaume connus depuis le début du Moyen Âge, en font partie. Le casque à pinces ou casque de tournoi à colombins (de) et le casque à pointes jouent un rôle important. Ces deux casques sont connus depuis le milieu du XVe siècle, leur utilisation pour les armoiries commence environ un siècle plus tard.
Reconnaître le rang à partir du type et de la position du casque n'est possible qu'en France et en Angleterre. Les tentatives dans les états allemands sont moins fructueuses. Ici, les familles nobles sont coiffées d'un casque à barrette et les armoiries bourgeoises d'un casque à pointe, mais pas de manière systématique. Il existe ainsi des armoiries de familles nobles avec des casques à pointe (voir l'exemple des comtes d'Isembourg ci-dessous). Au cours des différentes époques, le casque à arceau est également courant pour certains groupes de porteurs d'armoiries. Mais les limites s'estompent sans cesse. Napoléon tente, par sa réforme des armoiries, de remplacer le casque par des bérets ornés de plumes. Sa chute scelle également cette réforme.
Si plusieurs casques sont disposés au-dessus de l'écu (dans le cas d'une union d'armoiries, les casques sont assemblés sur l'écu uni en héraldique post-médiévale aux armoiries pleines), ils sont tournés de profil vers l'intérieur, à l'exception du casque central, le plus élevé en rang. Les casques au-dessus des écus fédérés sont toujours de profil. Leur nombre augmente considérablement après l'âge d'or de l'héraldique. Le blasonnement de plusieurs heaumes au-dessus des armoiries se fait à partir du centre, en alternant à droite et à gauche du premier heaume ou du heaume central.
En tant que figure commune - c'est-à-dire lui-même élément du blason - le casque est rare dans le blason. Il existe des armoiries sur lesquelles un animal héraldique est représenté coiffé d'un casque ou le casque est placé sur les supports de l'écu.

## Exemple de casque au-dessus du blason

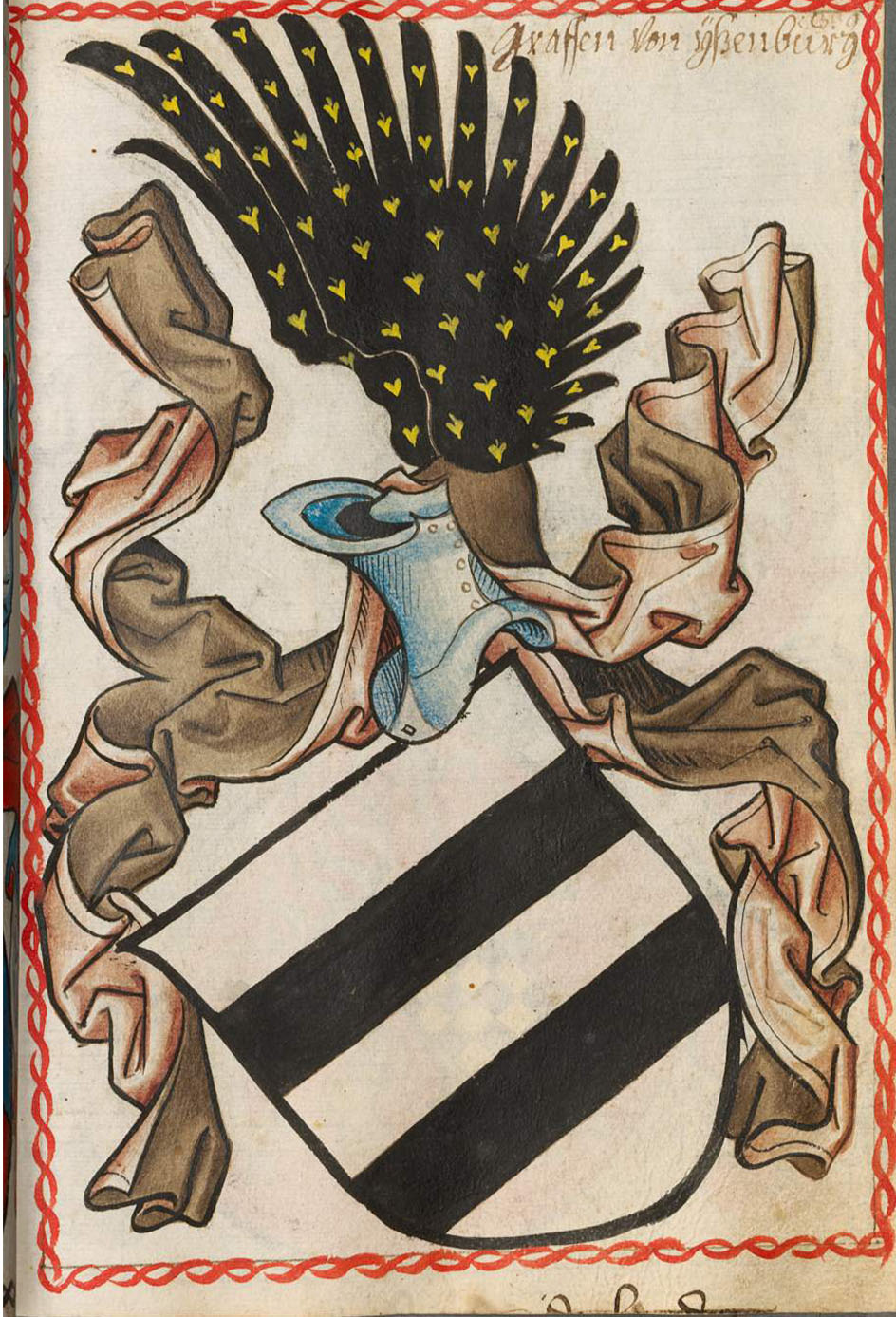
Représentation d'un casque avec cimier et ornements dans l'armorial de Scheibler (de) (XVe au XVIIe siècle, ici: comtes d'Isembourg)
Armoiries complètes (Grandes armoiries, ici : Jamaïque)
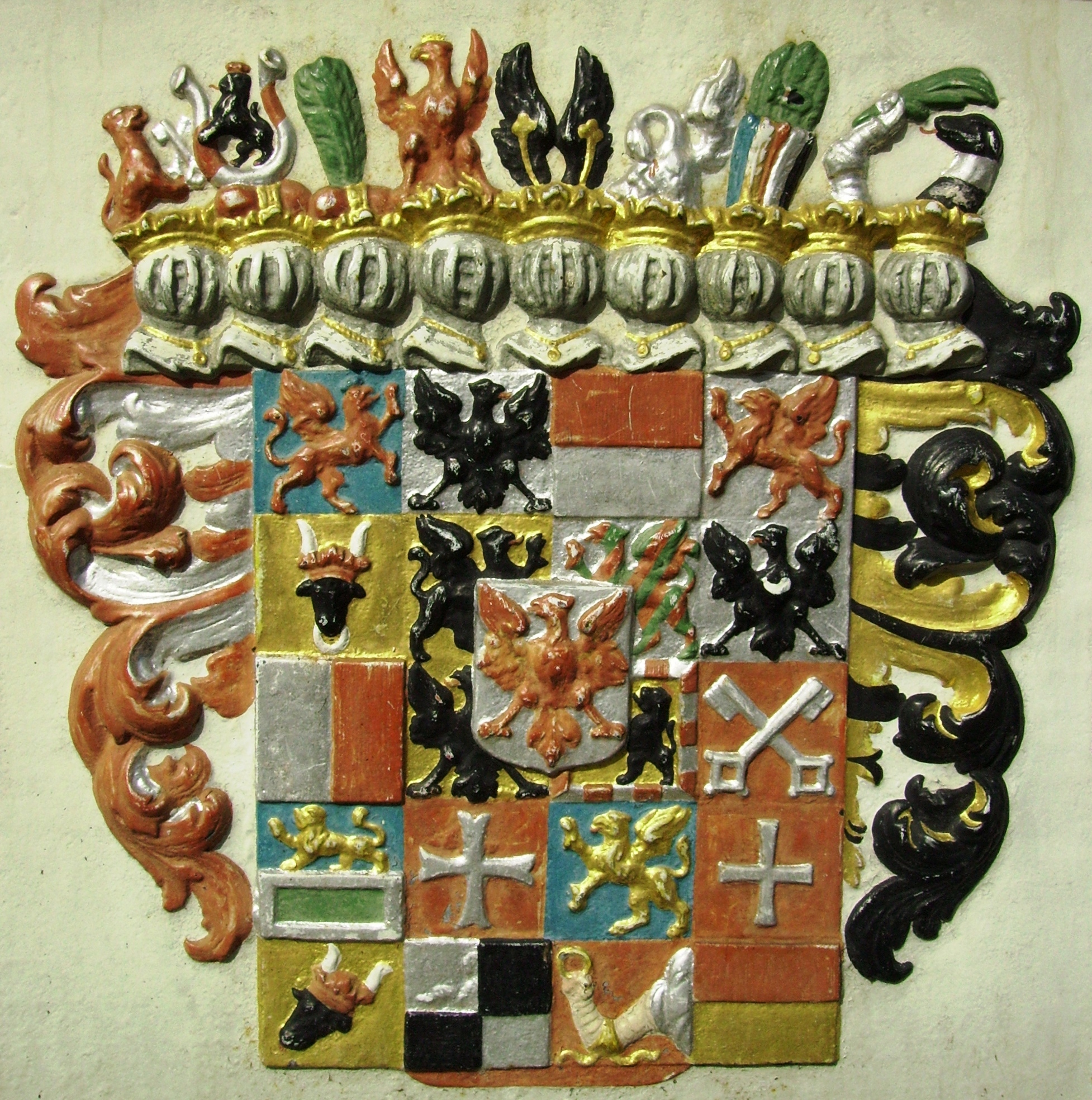
Neuf casques dans les armoiries supérieures (margraves d'Ansbach et de Bayreuth)
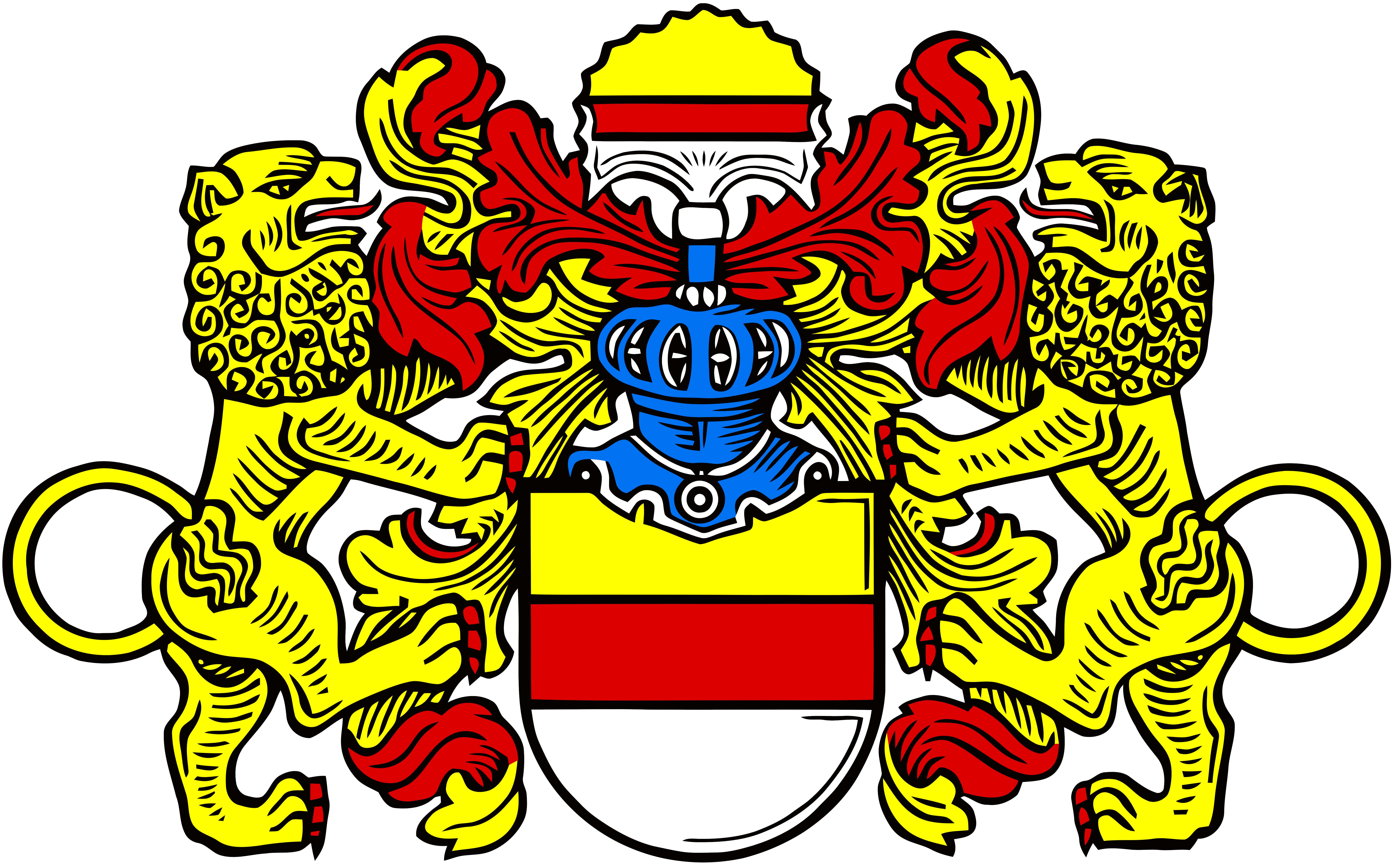
Spangenhelm avec les armoiries de Münster (de)
et celui d'Überlingen
Spangenhelm couronné dans les armoiries de Carinthie (de)
Soest, seules armoiries municipales des Pays-Bas avec un casque au lieu d'une couronne

## Exemples de casque dans le blasonnement

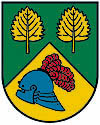
Armoiries d'Allhaming
Armoiries d'Ebenweiler
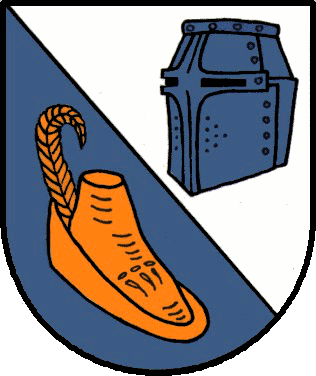
Heaume dans les armoiries de Gilgenberg am Weilhart
Casque de baquet regardant dans les armoiries de Halbs
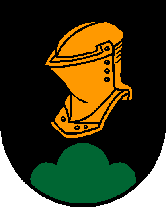
Casque dans les armoiries d'Hellmonsödt
Armoiries d'Helmstadt
La ville d'Usedom répète un casque avec des ornements dans les armoiries
Stockstadt am Main avec un casque de légionnaire
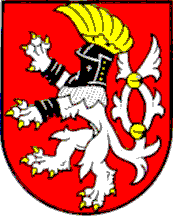
Armoiries d'Ústí nad Labem avec un casque de joute (de)
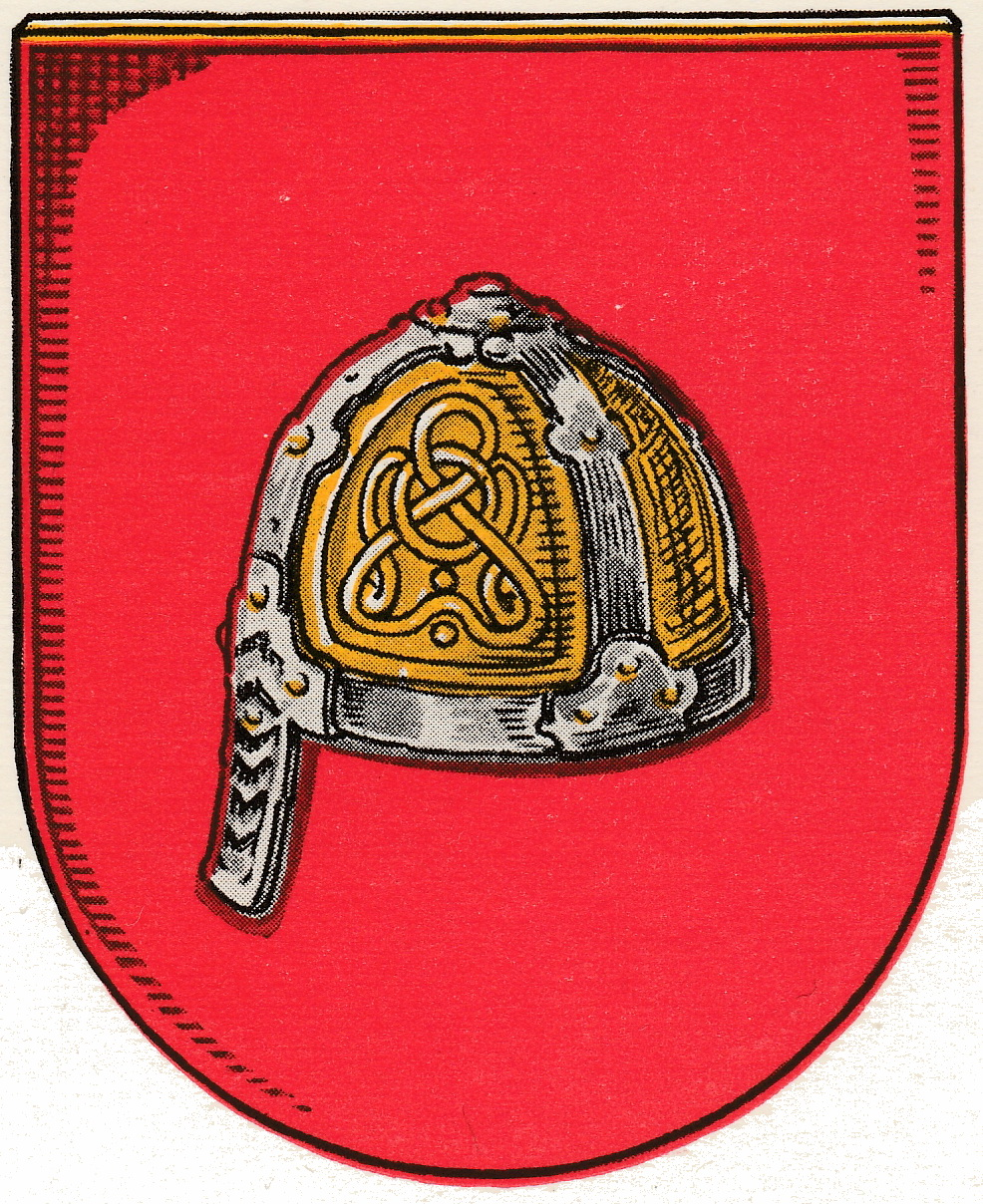
Wallenstedt : Ancien Spangenhelm en argent germanique avec nez en fer